# كاريكين الثاني

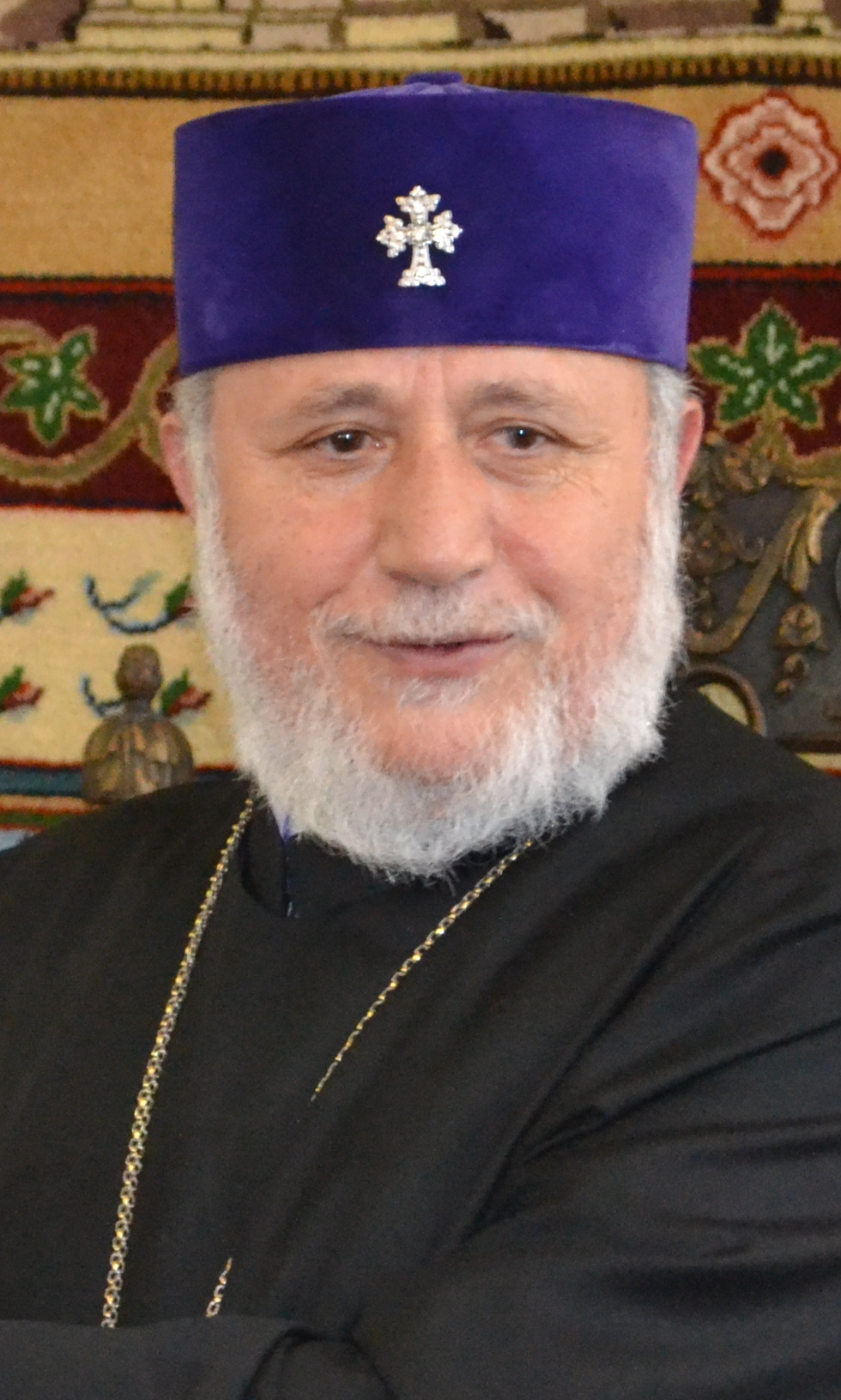
الكاثوليكوس كاريكين الثاني، كاثوليكوس عموم الأرمن

كاريكين الثاني (بالأرمنية Գարեգին Բ وبالأحرف اللاتينية Karekin II (المولود في فوكيهاد، أرمينيا عام 1951 واسمه بالولادة كدريج نرسيسيان) هو الكاثوليكوس الحالي للكرسي الأم وهو رأس كنيسة الأرمن الأرثوذكس، في حين يترأس الكاثوليكوس أرام الأول «كاثوليكوسية بيت كيليكيا الكبير» ومركزها انطلياس، لبنان.
الكاثوليكوس كاريكين الثاني نرسيسيان انتخب رأسا للكنيسة الأرمنية الرسولية ونصب كاثوليكوسا عام 1999، ليخلف الكاثوليكوس كاريكين الأول سركيسيان كاثوليكوسا على الكرسي الأم في إتشميادزين.